# 1968年逝世人物列表
1968年逝世人物列表：1月 - 2月 - 3月 - 4月 - 5月 - 6月 - 7月 - 8月 - 9月 - 10月 - 11月 - 12月
下面是1968年逝世的知名人士列表。

## 1月

### 4日
- 阿尔曼多·卡斯泰拉齐，義大利足球運動員和經理
- 约瑟夫·福利安（英语：Joseph Pholien），比利時首相

### 6日
- 卡爾·科貝爾特（英语：Karl Kobelt），瑞士联邦主席
- 徐舜寿，中国航空工程师，中国大陆飞机设计事业的奠基人

### 7日
- 吴拉姆礼萨·塔赫蒂（英语：Gholamreza Takhti），伊朗最早获得奥运金牌的运动员，荣获世界冠军的摔跤手
- 马里奥·罗阿塔（英语：Mario Roatta），二战时期意大利陆军参谋长，曾镇压南斯拉夫抵抗运动

### 8日
- 童书业，中国历史学家，古史辨派代表人物

### 9日
- 圆谷幸吉，日本運動員

### 10日
- 阿里·福阿德·杰贝索伊（英语：Ali Fuat Cebesoy），土耳其开国将领，大国民会议议长
- 埃本·登格斯（英语：Eben Dönges），南非代理總理、當選總統

### 14日
- 钱海岳：历史学家，著有《南明史》。

### 15日
- 利奧波德·英費爾德，波蘭物理學家

### 16日
- 老鮑勃·琼斯（英语：Bob_Jones_Sr.），美国基督教布道家、鮑勃·瓊斯大學創始人，广播宣教先驱[1]

### 19日
- 加埃塔诺·克罗科，意大利航天学家，提出克罗科大巡游理论

### 21日
- 格奧爾格·德廷格（英语：Georg Dertinger），东德首任外交部长

### 22日
- 亞歷山大·阿爾布佐夫（英语：Aleksandr Arbuzov），苏联化学家，发现了米歇尔–阿尔布佐夫反应
- 杜克·卡哈纳莫库，美國奧運游泳運動員

### 27日
- 史美，三任署理香港总督

### 29日
- 藤田嗣治，日裔法國畫家和版畫家

### 30日
- 梁园东，中国历史学家，西辽史研究先驱

## 2月

### 4日
- 尼爾·卡薩迪（英语：Neal cassady），美国文人，垮掉的一代代表人物

### 7日
- 尼克·亞當斯，美國演員

### 10日
- 皮特林·索罗金，俄裔美國社會學家

### 11日
- 霍华德·林赛（英语：Howard Lindsay），美国剧作家，托尼奖与普利策奖得主

### 13日
- 梅·馬什，美國女演員
- 伊尔代布兰多·皮泽蒂，義大利作曲家

### 15日
- 小沃尔特，美國藍調音樂家、歌手和詞曲作者

### 17日
- 唐纳德·沃尔菲特（英语：Donald Wolfit），英国著名演员

### 19日
- 喬治·哈肯施密特，德國大力士和職業摔跤手

### 20日
- 安東尼·阿斯奎斯，英國導演兼作家[2]

### 21日
- 霍華德·弗洛里，澳大利亞出生的藥理學家，諾貝爾生理學或醫學獎獲得者

### 22日
- 陈绍澧，中国物理化学家，润滑材料先驱
- 彼得·阿尔诺（英语：Peter Arno），美国漫画家，被誉为拯救《纽约客》之人

### 25日
- 卡米耶·胡斯曼，比利時第34任首相，第二国际书记

### 27日
- 弗蘭基·萊蒙，美國歌手
- 荷莎·施波納，德國物理學家和化學家

### 29日
- 胡戈·贝尼奥夫，美國地震學家，发现了贝尼奥夫带

## 3月

### 3日
- 尤里·加加林，蘇聯宇航员，首个进入太空的人类
- 许广平，鲁迅的伴侣、政务院副秘书长、全国妇联副主席

### 4日
- 杨必，中国翻译家，代表译著《名利场》

### 6日
- 小约瑟夫·威廉·马丁，美国众议院院长
- 刘芝明，中国剧作家，文化部副部长

### 8日
- 耶日·布劳恩，波蘭運動員

### 14日
- 歐文·潘諾夫斯基，德國猶太藝術史學家

### 15日
- 宽·阿派旺，泰國總理

### 16日
- 马里奥·卡斯泰尔诺沃-泰代斯科，意大利吉他作曲家[3]

### 17日
- 冯仲云，中国东北抗联将领，松江省省长，哈尔滨工业大学校长，北京图书馆馆长

### 20日
- 卡尔·西奥多·德莱叶，丹麥電影導演，被认为是历史上最伟大的电影人[4]

### 23日
- 埃德溫·奧康納，美國記者、小說家和電台評論員[5]

### 24日
- 愛麗絲·蓋伊-布拉切，法國電影製片人[6]

### 27日
- 尤里·加加林，蘇聯宇航員，第一位進入太空的人類[7]

### 29日
- 傅连暲，中华人民共和国医疗卫生事业的奠基人，开国中将，中华医学会会长

### 30日
- 鮑比·德里斯科爾，美國兒童演員

## 4月
- 高一涵，中国政治学家，新文化运动的代表人物
- 赵太侔，戏剧家，山东大学校长

### 1日
- 列夫·朗道，前蘇聯著名物理學家

### 3日
- 金仲华，中国新闻社社长，《世界知识》杂志创办者，上海市副市长

### 4日
- 馬丁·路德·金，美國黑人民權運動領袖，遭暗杀
- 阿西斯·夏多布里昂，巴西報業大亨

### 5日
- 程潜，中华民国一级上将、国民党元老

### 7日
- 吉姆·克拉克，蘇格蘭賽車手和兩次一級方程式世界冠軍
- 陈长捷，中华民国中将，抗日名将

### 8日
- 严凤英，中国戏剧女演员，黄梅戏的发展缔造者

### 12日
- 海因里希·諾德霍夫，德國汽車工程師[8]

### 15日
- 鲍里斯·利亚托申斯基，烏克蘭作曲家、指揮家和教師

### 16日
- 菲·貝恩特，美國女演員
- 阿爾伯特·貝茨，德國物理學家
- 埃德娜·费伯，美國作家[9]
- 傅其芳，中国乒乓球教练，培养多个世界冠军

### 17日
- 莫德惠，中华民国考试院院长、北洋农工总长

### 20日
- 柳湜，中国教育部副部长，生活书店与《人民教育》总编辑

### 22日
- 张琴秋，中国工农红军女将领，二十八个半布尔什维克之一

### 24日
- 沃尔特·图克斯伯里，美國運動員

### 25日
- 蔡廷锴，中国军政要人，一·二八淞沪抗战与福建事变的指挥者

### 26日
- 約翰·哈特菲爾德，德國視覺藝術家

### 27日
- 乐松生，带头拥护公私合营的企业家、同仁堂经理

### 29日
- 林昭，中国著名政治异议者

## 5月

### 5日
- 阿爾伯特·德克爾，美國演員
- 邵洵美，中国文学家，新月派代表作家

### 7日
- 盧琳·華萊士（英语：Lurleen Wallace），美国第一位女州长，乔治·华莱士之妻
- 赵连芳，中华民国农学家，中央研究院第二届院士，中国水稻育种与良种推广先驱
- 吴景超，中国社会学家，都市社会学先驱

### 8日
- 施济美，中国教师，东吴系女作家群代表人物

### 9日
- 芬利·柯里，蘇格蘭演員
- 玛丽昂·洛恩，美國女演員
- 梅賽德斯·德·阿科斯塔，美國詩人、劇作家和小說家

### 10日
- 斯科蒂·貝克特（英语：Scotty Beckett），美國兒童演員
- 刘敦桢，中国建筑学家，古建研究先驱，名列建筑五宗师

### 11日
- 羅伯特·伯克斯（英语：Robert Burks），美國電影攝影師，希区柯克的合作者，奥斯卡奖得主

### 14日
- 哈斯本·金梅爾，美國海軍上將

### 15日
- 丁瓒，中国心理学家，医学心理学先驱，中国科学院代理党组书记

### 22日
- 阎宝航，中国著名特工

### 23日
- 熊十力，中国哲学家，新儒家的开创者

### 25日
- 格奧爾格·馮·屈希勒，德國陸軍元帥和戰犯

### 26日
- 小威利·約翰，美國R&B歌手

### 28日
- 凱斯·凡·東根，荷蘭裔法國畫家
- 费奥多尔·奥赫洛普科夫，蘇聯狙擊手

## 6月

### 1日
- 海倫·凱勒，美國活動家和聾啞人發言人[10]

### 2日
- R·诺里斯·威廉斯，美國網球運動員

### 4日
- 多萝西·吉许（英语：Dorothy Gish），美国默片时代著名女星
- 沃尔特·纳什，紐西蘭第27任總理[11]

### 6日
- 伦道夫·邱吉尔勋爵，英國政治家，溫斯頓·丘吉爾之子
- 羅伯特·弗朗西斯·甘迺迪，美國律師和政治家（美國參議員、美國司法部長）

### 8日
- 姚桐斌，中国材料学家，两弹一星元勋

### 10日
- 曾省，中国动物学家，生物防治害虫先驱

### 12日
- 张道藩，中华民国立法院院长

### 14日
- 卡爾-比爾格·布洛姆達爾，瑞典作曲家
- 萨尔瓦托雷·夸西莫多，義大利作家，諾貝爾獎獲得者
- 歐內斯特·斯通曼，美國鄉村音樂藝術家[12]

### 15日
- 山姆·克劳佛，美國棒球運動員，三垒安打最多纪录的保持者[13]
- 韋斯·蒙哥馬利（英语：Wes Montgomery），美國著名爵士吉他手

### 16日
- 颜任光，中国物理学家，仪器仪表行业与实验物理学的先驱

### 17日
- 荷西·纳萨兹，烏拉圭足球運動員
- 胡庶华，中国冶金学家，曾任汉阳兵工厂厂长、同济大学、重庆大学、西北联合大学与湖南大学校长

### 18日
- 尼古拉斯·冯·法尔肯霍斯特，德國將軍

### 20日
- 容国团，中国乒乓球运动员，世界冠军

### 25日
- 托尼·汉考克，英國喜劇演員和演員

### 29日
- 方先之，中国医学家，骨科先驱

### 30日
- 汪敬熙，中华民国生理心理学家，联合国教科文组织科学部主任，研究皮肤电反射的先驱者

## 7月

### 1日
- 弗里茨·鲍尔 (法官)（英语：Fritz_Bauer），德国反纳粹法官、检察官，主导奥斯威辛大审判与艾希曼审判

### 2日
- 扎基·阿爾蘇齊，敘利亞哲學家、語言學家、社會學家和歷史學家
- 弗朗西斯·布倫南，美國紅衣主教

### 3日
- 王耀武，中华民国中将，山东省主席，抗日名将

### 7日
- 吴湖帆,中国书画鉴定家，收藏家，海上画坛代表画家

### 9日
- 維克多·布利諾夫，俄羅斯冰球運動員
- 贾德干，英国外交官

### 12日
- 何塞·博爾達斯·瓦爾迪士尼加共和國第43任總統

### 14日
- 康斯坦丁·保斯托夫斯基，俄蘇作家

### 15日
- 蔡楚生，中国现实主义电影奠基人，著名电影导演
- 曾希圣，三年大饥荒的主要负责人，安徽、山东省委书记
- 朱偰，中国文史学者，力保南京城墙的呼吁者

### 16日
- 胡先骕，中国生物学家，植物学先驱，中国第一个生物学研究机构的创建者

### 18日
- 科尼爾·海曼斯，比利時生理學家，諾貝爾獎獲得者

### 20日
- 約瑟夫·凱爾伯斯，德國指揮家

### 21日
- 露絲·聖·丹尼斯，美國舞蹈家

### 22日
- 喬瓦尼諾·瓜雷斯基，義大利記者

### 23日
- 路易吉·塞文尼尼，義大利足球運動員和教練
- 亨利·哈利特·戴尔，英國藥理學家和生理學家
- 周太玄，中国生物学家，腔肠动物研究先驱，中国科学出版社与少年中国学会的创办者

### 27日
- 莉蓮·哈威，英德女演員和歌手
- 顾毓珍，中国化工学家，顾氏公式提出者，油脂工艺研究先驱

### 28日
- 奥托·哈恩，德國化學家，核裂變發現者，諾貝爾獎獲得者
- 安赫爾·埃雷拉·奧里亞，西班牙記者、政治家、紅衣主教和上帝的僕人

## 8月
- 袁敦礼，中国体育教育的奠基人，北平师范大学校长

### 1日
- 蒙文通，中国历史学家、经学家、佛学家、中国现代宋代史学的奠基者

### 3日
- 康斯坦丁·罗科索夫斯基，蘇聯元帥
- 杨朔，中国文学家，《荔枝蜜》作者

### 5日
- 路德·珀金斯，美國吉他手

### 6日
- 叶恭绰，中国大收藏家、文化活动家、北洋交通总长

### 10日
- 拉特納·阿斯馬拉，印尼女演員兼導演

### 12日
- 周瘦鹃，中国文学家，盆景艺术大师，鸳鸯蝴蝶派代表人物

### 19日
- 乔治·伽莫夫，俄罗斯-美国物理學家和宇宙學家

### 24日
- 夏涛声，中国民主党 (1960年)筹备人

### 25日
- 斯坦·麥凱布，澳大利亞板球運動員

### 26日
- 凱·弗朗西斯，美國女演員

### 27日
- 根德公爵夫人馬里納郡主，英國皇室成員。
- 羅伯特·倫納德，美國電影導演

### 30日
- 威廉·塔爾曼，美國演員

## 9月

### 3日
- 胡安·何塞·卡斯特羅，阿根廷作曲家和指揮家

### 7日
- 卢齐欧·封塔纳，義大利畫家和雕塑家

### 11日
- 张难先，辛亥革命元老，国民政府浙江省主席，中央人民政府委员

### 13日
- 弗蘭克·巴森，英國足球運動員

### 15日
- 沈知白，中国音乐学家

### 16日
- 黎照寰，中国金融学者，交通大学校长，之江大学校长

### 17日
- 阿尔芒·布朗绍内，法國自行車運動員，奥运冠军

### 18日
- 弗蘭肖特·托恩，美國演員

- 切斯特·卡爾森，美國物理學家和發明家
- 瑞德·佛利，美國歌手

### 23日
- 畢奧神父，義大利羅馬天主教神父和聖人

### 28日
- 諾曼·布魯克斯，澳大利亞網球冠軍

### 30日
- 周华章，中国数量经济学与运筹学先驱

## 10月
- 宋汉章，上海总商会会长、中国银行行长、上海公共租界首席华人委员、中国保险公司创办者

### 1日
- 羅馬諾·瓜爾迪尼，義大利裔德國天主教神父和神學家

### 2日
- 馬塞爾·杜尚，法國藝術家

### 4日
- 弗朗西斯·貝弗利·比德尔，美國政治家
- 今村均，日本將軍

### 6日
- 卢郁文，中国经济学者，间接掀起了反右运动

### 7日
- 李烛尘，中国实业家，永久黄团体负责人，全国政协副主席、轻工业部部长

### 8日
- 刘宝瑞，中国曲艺家，被誉为单口相声大王

### 13日
- 曼努埃爾·班德拉，巴西詩人、文學評論家和翻譯家
- 比亞·貝納德雷特，美國女演員

### 14日
- 孙维世，中国戏剧导演、女演员

### 15日
- 赫伯特·科普兰，美國生物學家

### 16日
- 饶毓泰，中国物理学家，光学先驱

### 18日
- 董铁宝，中国力学家、数学家、计算机先驱
- 沃尔特·旺格（英语：Walter_Wanger），美国电影人，美國影藝學院主席，《埃及艳后》制片人

### 23日
- 程世祜，中国结构力学家，研制出中国第一个火箭模样箭头

### 26日
- 谢尔盖·纳塔诺维奇·伯恩施坦，蘇聯數學家
- 赵九章，中国地球物理学家，两弹一星元勋

### 27日
- 莉泽·迈特纳，奥地利物理學家，核裂变的發現者

### 28日
- 汉斯·克喇末，德國將軍

### 30日
- 羅斯·懷爾德·萊恩，美國作家[14]
- 拉蒙·諾瓦羅，墨西哥出生的美國演員
- 康拉德·里希特，美國作家

## 11月

### 1日
- 乔治奥斯·帕潘德里欧，三屆希臘總理
- 喜饶嘉措，中国佛教协会会长，西藏佛学家

### 2日
- 李广田，中国文学家

### 6日
- 查理斯·蒙克，法國指揮家

### 7日
- 亞歷山大·蓋爾方德，蘇聯數學家

### 8日
- 溫德爾·科里，美國演員
- 达理扎雅，阿拉善旗扎萨克亲王，西蒙自治政府主席

### 9日
- 揚·詹森，瑞典爵士鋼琴家
- 傑拉爾德·莫爾，美國演員

### 11日
- 珍妮·德梅西厄，法國作曲家

### 14日
- 拉蒙·梅嫩德斯·皮达尔，西班牙語言學家和歷史學家

### 15日
- 查尔斯·培根，美國運動員

### 16日
- 奧古斯丁·比亞，德國紅衣主教
- 卡尔·贝蒂尔松，瑞典體操運動員

### 17日
- 默文·皮克，英國作家、藝術家、詩人和插畫家[15]

### 18日
- 沃爾特·旺格，美國電影製片人

### 20日
- 海倫·加德納（英语：Helen Gardner (actress)），美國女演員，全世界最早扮演“致命女郎”型角色的女星

### 23日
- 上官云珠，中国女演员，新中国二十二大电影明星之一

### 24日
- 匈牙利總理道比·伊什特万[16]

### 25日
- 厄普顿·辛克莱，美國作家[17]

### 26日
- 阿诺尔德·茨威格，德國作家、和平主義者和社會主義者

### 27日
- 邓宝珊，中华民国陆军上将，中华人民共和国甘肃省长

### 28日
- 伊妮德·布萊頓，英國作家
- 徐特立，中国教育家，延安五老之一
- 梁伯强，中国病理学家，首次提出鼻咽癌的组织学分类

## 12月
- 任淦庭，紫砂壶陶刻家，名列紫砂七老

### 1日
- 雨果·哈斯（英语：Hugo Haas），捷克演員、導演和作家
- 達里奧·莫雷諾（英语：Darío Moreno），土耳其歌手、作曲家、作詞家和吉他手

### 2日
- 廖耀湘，中华民国陆军中将，二战期间指挥缅北反攻战

### 4日
- 阿奇·梅奧（英语：Archie Mayo），美國演員兼導演

### 5日
- 弗瑞德·克拉克，美國演員
- 郭永怀，中国力学家，两弹一星元勋

### 9日
- 伊努·L·強森，美國政治大佬和敲詐勒索者

### 10日
- 卡爾·巴特，德國新教神學家
- 托马斯·默顿，美国天主教作家
- 田汉，中国剧作家，《义勇军进行曲》作词
- 秦邦礼，中国外贸官僚，华润集团创始人

### 11日
- 萧光琰，中国石油化学家

### 12日
- 蒂姆·阿亨，愛爾蘭運動員
- 塔卢拉·班克黑德，美國女演員

### 14日
- 多蘿西·佩恩·惠特尼（英语：Dorothy Payne Whitney），美國慈善家，创办《新共和》与紐約社會研究新學院[18]

### 15日
- 林鸿荪，中国力学家，化学流体力学先驱

### 18日
- 喬瓦尼·梅塞，義大利陸軍元帥和政治家
- 翦伯赞，中国历史学家，中国马克思主义历史科学先驱

### 19日
- 诺曼·托马斯，美国社会主义领袖

### 20日
- 马克斯·布罗德，出生於捷克的以色列作曲家、作家和傳記作家
- 約翰·史坦貝克，美國作家，諾貝爾獎獲得者[19]
- 陈天池，中国有机化学家，农药化学先驱
- 史带，保险业巨头，美国国际集团创始人

### 21日
- 维托里奥·波佐，義大利足球運動員兼經理[20]

### 26日
- 荀慧生，中国京剧演员，四大名旦之一
- 梁扶初，中国棒球运动员，被誉为中国棒球之父

### 27日
- 乐蒂，香港女演员，金马奖最佳女主角

### 30日
- 奥古斯塔斯·阿加（英语：Augustus Agar），英国海军准将，維多利亞十字勳章獲得者
- 特吕格韦·赖伊，挪威政治家，聯合國第一任秘書長[21]
- 基里尔·梅列茨科夫，蘇聯元帥

### 31日
- 乔治·刘易斯（英语：George Lewis (clarinetist)），美国爵士单簧管演奏家

## 时间未知
- 方石珊，清代进士，中华医学会前会长
- 董绍庸，中国航空专家，喷气式发动机先驱
- 戴麟经，中国足球先驱，中国国家足球队主教练
- 顾宜孙，中国桥梁和结构学科的建立者
- 萨米·索勒赫（英语：Sami Solh），黎巴嫩总理
- 米哈伊尔·马特科夫斯基，俄罗斯法西斯党创始人
- 李思浩，上海市政协委员、北洋财政总长
- 张资珙，中国化学家，科技史学家
- 胡仲持，中国报人，翻译家